# Base de la Fuerza Aérea Andersen
La Base de la Fuerza Aérea Andersen  (en inglés: Andersen Air Force Base) (IATA: UAM, ICAO: PGUA, FAA LID: UAM) es una base de la Fuerza Aérea de los Estados Unidos (USAF), ubicada aproximadamente a 4 millas (6,4 km) al noreste de Yigo cerca de Agafo Gumas en el territorio de Guam una dependencia de Estados Unidos en Oceanía. Junto con la Base Naval de Guam, Andersen AFB se colocó bajo el mando de la Región Conjunta de Marianas el 1 de octubre de 2009. Las dos bases están a cerca de 30 millas de distancia en los extremos opuestos de la isla. La gestión para la Región Conjunta de Marianas esta a mitad de camino, en Nimitz Hill.